# Da zero a cento
Da zero a cento è un singolo della cantante italiana Baby K, pubblicato il 22 giugno 2018 come terzo estratto dal terzo album in studio Icona.

## Video musicale
Il video, diretto da Martina Pastori e ambientato presso l'autodromo Adria International Raceway, è stato reso disponibile il 28 giugno 2018 sul canale YouTube della cantante.

## Tracce
1. Da zero a cento – 3:26

## Classifiche
| Classifica (2018) | Posizione massima |
| ----------------- | ----------------- |
| Italia            | 2                 |
| Svizzera          | 38                |